# Nahid Kiani
Nahid Kiani (persisch ناهید کیانی; * 1. August 1998 in Isfahan) ist eine iranische Taekwondoin.

## Erfolge
Nahid Kiani gewann ihre erste internationale Medaille bei den Erwachsenen im Jahr 2016 in Manila bei den Asienmeisterschaften, als sie in der Gewichtsklasse bis 46 Kilogramm den dritten Platz belegte. Ein Jahr darauf gewann sie in der Gewichtsklasse bis 53 Kilogramm die Bronzemedaille bei der Sommer-Universiade in Taipeh und die Goldmedaille bei den Islamic Solidarity Games in Baku. 2018 sicherte sie sich in der Gewichtsklasse bis 49 Kilogramm Bronze bei den Asienspielen in Jakarta und Silber bei den Asienmeisterschaften in Ho-Chi-Minh-Stadt.
Nach der COVID-19-Pandemie gelang Kiani 2021 zunächst in Konya der Gewinn einer weiteren Goldmedaille bei den Islamic Solidarity Games. Bei den ebenfalls 2021 ausgetragenen Olympischen Spielen 2020 in Tokio unterlag sie gleich zum Auftakt in ihrer Konkurrenz der für das Flüchtlingsteam startenden Kimia Alisadeh. In Beirut gewann sie eine weitere Bronzemedaille bei Asienmeisterschaften, diesmal in der Gewichtsklasse bis 57 Kilogramm. In der tieferen Gewichtsklasse bis 53 Kilogramm wurde Kiani ein Jahr darauf in Chuncheon erstmals Asienmeisterin. In Baku folgte 2023 in dieser Gewichtsklasse nach einem Finalsieg gegen die Chinesin Zuo Ju der Gewinn des Weltmeistertitels.
Über die olympische Weltrangliste gelang ihr die Qualifikation für die Olympischen Spiele 2024 in Paris, bei denen sie erneut in der Konkurrenz bis 57 Kilogramm antrat. Wie schon 2021 traf sie zum Auftakt auf Kimia Alisadeh, die sie dieses Mal mit 2:1 bezwang. Nach einem 2:1-Erfolg gegen die Tunesierin Chaima Toumi und einem 2:0 gegen Laetitia Aoun aus dem Libanon erreichte Kiani das Finale. Dieses verlor sie gegen die Südkoreanerin Kim Yu-jin klar mit 0:2 und gewann somit die Silbermedaille.